# Caràcter d'un grup finit
En Matemàtiques, un caràcter d'un grup finit és una noció associada a la Teoria de grups.
Un caràcter d'un grup finit G és un morfisme del grup G en C* el grup dels nombres complexos no nuls.
Aquest concepte permet definir el grup dual de G, compost pel conjunt dels caràcters de G. És a la base de l'anàlisi harmònica sobre els grups finits.
Aquesta noció correspon a un cas particular de caràcter d'una representació d'un grup finit.

## Definicions i exemples

### Definicions i primeres propietats
A tot l'article, G designa un grup finit d'ordre g, C el cos dels nombres complexos i C* el conjunt dels nombres complexos no nuls. Excepte menció contrària, el grup es nota multiplicativament i l'invers d'un element s de G es nota s-1. El conjugat d'un nombre complex z es nota z*.
- Un caràcter de G és un morfisme del grup G en  C*.

Un caràcter correspon a un cas particular de representació d'un grup finit, aquell on l'espai vectorial de la representació és el dels nombres complexos. En aquest context, un caràcter és també el caràcter d'una representació en el sentit de la traça.
-  Un caràcter χ de G pren els seus valors en les arrels g-èsimes de la unitat i verifica la igualtat següent:

En efecte, el teorema de Lagrange indica que si s és un element de G, llavors sg = 1, se'n dedueix que la imatge de s per χ és una arrel g-èsima de la unitat i tota arrel g-èsima de la unitat admet per inversa el seu conjugat.
- El conjunt dels caràcters de G s'anomena grup dual de G i generalment es nota {\displaystyle \scriptstyle {\widehat {G}}}.

El dual de G està proveït de manera natural d'una multiplicació, la de les funcions amb valor en C:
- La multiplicació confereix al dual de G una estructura de Grup abelià finit.

En efecte, el dual de G és no buit, ja que conté almenys l'aplicació que a tot element de G li associa la unitat, aquest caràcter és l'element neutre del grup. La propietat associativa és una propietat general de la multiplicació de les funcions. Si és un caràcter, l'aplicació que a tot element de G associa el conjugat de χ és un caràcter que correspon a l'invers de χ, tot element del dual posseeix per tant un simètric. Finalment el cos dels nombres complexos és commutatiu, el que implica el caràcter abelià del dual de G.
Un caràcter és una aplicació d'un conjunt de sortida finit i la seva imatge, contingut en el grup de les arrels g-èsimes de la unitat també és finit, el que demostra que el dual és un grup finit.

### Primers exemples
Es considera el cas on G és el Grup simètric d'índex n. L'aplicació signatura és un caràcter amb valor en {-1, 1}.
Si G és igual a Z/2.Z  on Z designa el conjunt dels naturals, llavors existeixen dos caràcters, el que a la classe d'1 associa 1 i el que associa -1.
Si G és igual a Z/3.Z , llavors existeixen tres caràcters, definit pels tres valors que poden prendre la imatge de la classe d'1 : 1, j o j*. Aquí j designa l'arrel cúbica de la unitat que té una part imaginària positiva.

## Cas commutatiu
En el cas en què G és commutatiu, el grup dual posseeix una propietat interessant, és isomorf amb G, el que permet simplement construir una anàlisi harmònica sobre G.

### Grup cíclic
En aquest paràgraf el grup cíclic d'ordre g es nota Cg i designa una arrel primitiva g-èsima de la unitat, és a dir un generador del grup de les arrels g-èsimes de la unitat. El símbol 1C designa aquí un generador del grup Cg i si s és un enter compres entre 0 i g - 1, llavors sC designa el valor s.1C.
Un cas simple d'anàlisi del grup dual correspon al grup cíclic, es descriu per les proposicions següents:
- Per a tot caràcter χ de Cg, existeix un enter i comprès entre 1 i g - 1 tal que la igualtat següent es verifica:

- Recíprocament, si i és un enter comprès entre 1 i g - 1 i si i és l'aplicació definida per la igualtat següent, llavors χi és un caràcter de Cg.

- Si i és un enter comprès entre 1 i g - 1, llavors l'aplicació de Cg en el seu dual, que a iC associa χi és un isomorfisme de grup.

### Grup abelià
Els resultats del paràgraf precedent es generalitzen a tots els grups abelians finits:
- El dual d'un grup abelià finit G és isomorf a G.

Aquest resultat es desprèn del fet que un grup abelià finit és un producte de grups cíclics i de la proposició següent:
- Siguin H i K dos grups abelians, el dual del producte directe de H i de K és isomorf al producte dels duals de H i de K.

## Àlgebra del grup
Aquí G designa un grup finit qualsevol, C[G] designa l'àlgebra complexa del grup G i (es) la base canònica de l'àlgebra indexada pels elements s de G.
L'àlgebra del grup G, notat aquí C[G] és un espai vectorial de base canònica indexada per G. Un element del grup dual de G es perllonga linealment en un element del dual de C[G] considerat com un espai vectorial. Per tant, es pot identificar el grup dual de G com una subclasse de l'espai dual de C[G].
Si C[G] està proveït del producte hermitià canònic < | >, definit per la fórmula següent, llavors el dual de C[G] s'identifica amb l'àlgebra del grup, el grup dual s'identifica per tant amb una subclasse de C[G]:
-  El grup dual de G és una família Ortonormal.

-  El grup dual de G és element del centre de l'àlgebra del grup G.

-  El grup dual de G és una base de l'àlgebra del grup G si i només si G és un grup abelià. 

Aquestes tres proposicions corresponen a casos particulars de la teoria de les representacions d'un grup finit, es demostren simplement en el cas present:

## Bidual
En el cas on el grup G és abelià, i de manera anàloga a l'Àlgebra lineal, existeix un isomorfisme canònic entre G i el seu bidual (és a dir el dual del seu dual).
- L'aplicació φ, definida per la igualtat següent, és un isomorfisme entre G i el seu bidual:

En efecte, l'aplicació és un morfisme injectiu, la igualtat dels cardinals d'un grup abelià i del seu dual demostra l'exhaustivitat i clou la demostració.

## Aplicacions

### Anàlisi harmònica sobre un grup abelià finit
En el marc d'un grup abelià finit, és possible definir la Transformada de Fourier i la convolució. La teoria de l'anàlisi harmònica és equivalent a la del cos dels reals. Es demostra la igualtat de Parseval, el Teorema de Plancherel, la dualitat de Pontryagin i la fórmula del sumatori de Poisson.